# Cameron Lillicrap
Pas d'image ? Cliquez ici

a Compétitions nationales et continentales officielles uniquement.

b Matchs officiels uniquement.
Dernière mise à jour le 30 avril 2023.
 Cameron Paul Lillicrap, né le 19 avril 1963 à Brisbane (Australie), est un ancien joueur de rugby à XV qui a joué avec l'équipe d'Australie. Il évoluait au poste de pilier. 

## Carrière

### En sélection
Il a participé à la tournée faite en 1984 par l'équipe d'Australie en Europe et dont elle est revenue invaincue. Cependant il n'a pas disputé de test match lors de cette tournée.
Il a joué son premier test match le 17 août 1985 à l'occasion d'un match contre l'équipe des Fidji. Il a disputé son dernier test match contre l'équipe des Samoa, le 9 octobre 1991.
En 1987, Alan Jones le sélectionne dans un groupe de 27 joueurs pour disputer la Coupe du monde 1987. Lillicrap y dispute trois matchs, un matchs de poule face aux Etats-Unis, un quart de finale gagné face à l'Irlande et une demi-finale perdue face à la France. 
En 1991, il est de nouveau convoqué par Bob Dwyer pour participer à la Coupe du monde 1991. Il y disputa une seule rencontre en phases de poules face aux Samoa.  

### Après carrière
Après l'arrêt de sa carrière de joueur, il devient kinésithérapeute, travaillant notamment auprès des Queensland Reds et de l'équipe d'Australie.

## Palmarès
- Vainqueur de la Coupe du monde 1991

## Statistiques
- Nombre de test matchs avec l'Australie : 7
- Test matchs par année : 1 en 1985, 4 en 1987, 1 en 1989, 1 en 1991